# Lipidogramma
Il lipidogramma è un esame di laboratorio che fa riferimento al contenuto nel sangue di sostanze grasse (lipidi) e indica il tracciato elettroforetico delle lipoproteine permettendo la loro distinzione in rapporto alla mobilità e alla loro densità.
I lipidi nel sangue circolano sotto forma di lipoproteine, cioè di complessi lipoproteici. Le diverse lipoproteine hanno un diverso contenuto proteico, ed è proprio la porzione proteica dei complessi che rende le molecole elettricamente cariche e ne permette la separazione tramite la tecnica dell'elettroforesi.

## Indicazioni
Il lipidogramma fornisce elementi diagnostici e prognostici circa una possibile predisposizione a sviluppare l'aterosclerosi e le malattie ad essa correlate. L'esame fornisce, sostanzialmente, i valori del colesterolo ematico (sia come totale, che nelle frazioni LDL ed HDL), dei trigliceridi sierici e, infine, l'eventuale presenza di chilomicroni.

## Procedura

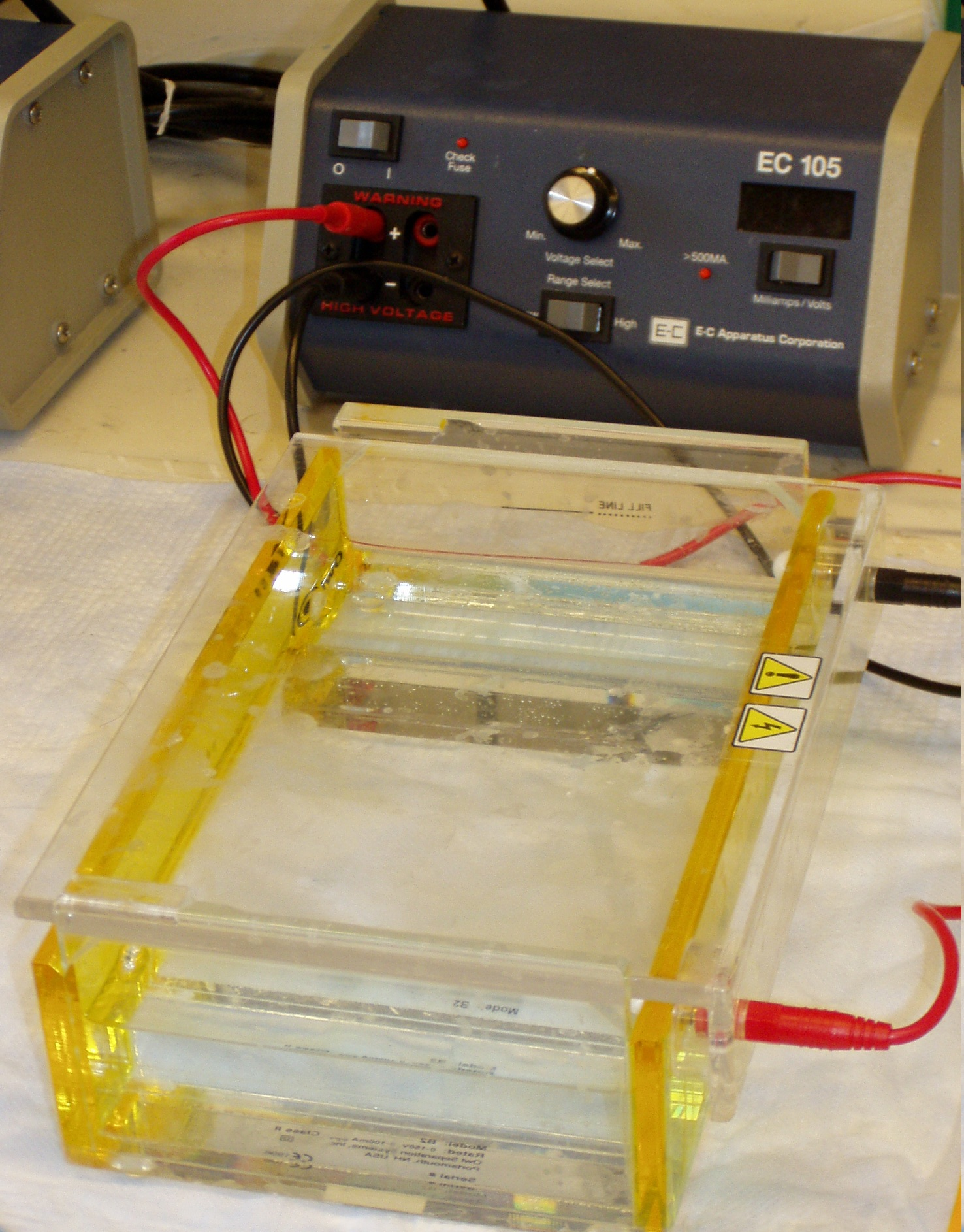
Un apparato per elettroforesi su gel di agarosio, utilizzabile nella separazione elettroforetica delle lipoproteine

Dopo l'esecuzione di un normale prelievo venoso di sangue il tecnico di laboratorio provvede alla separazione della parte corpuscolata (composta da globuli rossi, globuli bianchi e piastrine) dal plasma, ovvero la componente liquida del sangue, nella quale sono sospesi gli elementi corpuscolati stessi. La separazione, dopo aggiunta di una sostanza anticoagulante nella provetta, avviene naturalmente per sedimentazione. Tuttavia il processo di sedimentazione, per motivi organizzativi, può essere accelerato ricorrendo alla centrifugazione della provetta, ottenendo, per l'azione stratificante della forza centrifuga, una separazione molto precisa e netta tra la parte corpuscolata che tende a depositarsi sul fondo della provetta, ed il liquido giallo paglierino che la ricopre e che prende il nome di plasma.
Il plasma viene quindi sottoposto ad elettroforesi, una tecnica analitica che permette la separazione dei diversi composti basandosi sul movimento, in un mezzo opportuno, delle particelle elettricamente cariche grazie ad un campo elettrico che viene applicato al mezzo stesso. Il campo elettrico è generato da una coppia di elettrodi che inducono le particelle dotate di carica positiva (cationi) a spostarsi verso il catodo e quelle dotate di carica negativa (anioni) a spostarsi verso l'anodo.
In genere la soluzione cui si ricorre con maggiore frequenza è il gel di agarosio in cui le lipoproteine nell'attraversare il gel stesso (che funge da setaccio) vengono separate in base alla loro grandezza e velocità e quindi dosate.

## Classificazione
Sulla base della loro mobilità elettroforetica le lipoproteine possono essere distinte in alcune grandi classi:
1. Alfa-lipoproteine o lipoproteine HDL (dall'inglese high density lipoprotein) cioè lipoproteine ad alta densità, a mobilità rapida.
2. Prebeta-lipoproteine o lipoproteine VLDL (dall'inglese very low density lipoprotein) cioè lipoproteine a bassissima densità, a mobilità intermedia.
3. Beta-lipoproteine o lipoproteine LDL (dall'inglese low density lipoprotein) cioè lipoproteine a bassa densità, a mobilità lenta.
4. Chilomicroni, provenienti dall'alimentazione e presenti in circolo dopo un pasto abbondante, a mobilità praticamente assente.

Il colesterolo presente nel sangue viene introdotto con l'alimentazione (quota esogena), ma viene anche sintetizzato ex novo principalmente dagli epatociti, ma anche da ogni cellula dell'organismo (quota endogena).

## Modalità di esecuzione
Il test deve essere eseguito a digiuno da almeno 12 ore (quindi dalla sera precedente l'esame) e senza che vi sia stata l'assunzione di alcool da 24 ore.